# 阿朗泰斯德科尔雪
阿朗泰斯德科尔雪（法語：Arrentès-de-Corcieux，法語發音：[aʁɑ̃tɛs də kɔʁsjø] ⓘ，意为“科尔雪的阿朗泰斯”）是法国大東部大區孚日省的一个市镇，属于孚日圣迪耶区。

## 地理
阿朗泰斯德科尔雪（48°8'42"N, 6°51'52"E）面积17 平方千米，位于法国大東部大區孚日省，该省份为法国东北部内陆省份，北起默兹省和默尔特-摩泽尔省，西接上马恩省，南至上索恩省和贝尔福地区省，东临上莱茵省和下莱茵省。
与阿朗泰斯德科尔雪接壤的市镇（或旧市镇、城区）包括：热拉尔梅、巴尔贝-瑟鲁、拉沙佩勒-德旺布吕耶尔、科尔雪、热贝帕勒。

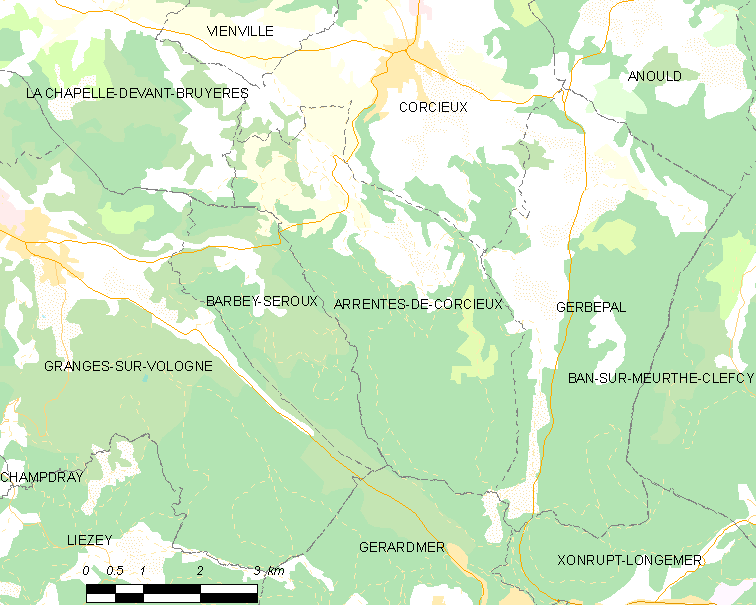
阿朗泰斯德科尔雪的OSM定位图

阿朗泰斯德科尔雪的时区为UTC+01:00、UTC+02:00（夏令时）。

## 行政
阿朗泰斯德科尔雪的邮政编码为88430，INSEE市镇编码为88014。

## 政治
阿朗泰斯德科尔雪所属的省级选区为热拉尔梅县。

## 人口

1962-2008年间阿朗泰斯德科尔雪人口变化图示

阿朗泰斯德科尔雪于2022年1月1日时的人口数量为177人。